# فرانسوا ون هورنبیک
فرانسوا ون هورنبیک (انگلیسی: François Van Hoorenbeek; تاریخ ورودی نامعتبر است – ۱ ژانویهٔ ۲۰۰۰) از برندگان مدال‌های المپیک تابستانی اهل بلژیک بود.